# Immoweb
Immoweb édite le site internet Immoweb.be. Le groupe comporte aussi la filiale Immoweb Financial Services S.A. qui se concentre sur les services financiers notamment le courtage d'assurances via le site protect.immoweb.be et bientôt de crédits hypothécaires, et la société G-Construct, éditrice du site ConstructR.be.
Immoweb est détenue à 100 % par le groupe de médias allemand Axel Springer, aussi propriétaire des entreprises éditant les sites seloger.com, yad2.co.il, et encore immowelt.de, regroupées au sein de la filiale Aviv Group
Avant la vente à Axel Springer en 2012, qui correspond à la création de la société Immoweb S.A., le site était édité par la société Produpress, editeur du magazine Le Moniteur Automobile, ainsi que du site Web correspondant moniteurautomobile.be.
À la suite du départ de la direction de l'entreprise par le fils du fondateur de Produpress, Christophe Rousseaux, la société est dirigée par Valentin Cogels depuis novembre 2016,.
A fin 2018, la société comptait 86 collaborateurs et générait un chiffre d'affaires de 42 millions d'euros.